# Dick Clark's New Year's Rockin' Eve
Dick Clark's New Year's Rockin' Eve est une émission spéciale du réseau de télévision américain ABC diffusée chaque année, dans la nuit du 31 décembre au 1er janvier, afin de fêter le réveillon de la Saint-Sylvestre. Elle se déroule en direct de Times Square, place et carrefour emblématique de la ville de New York.

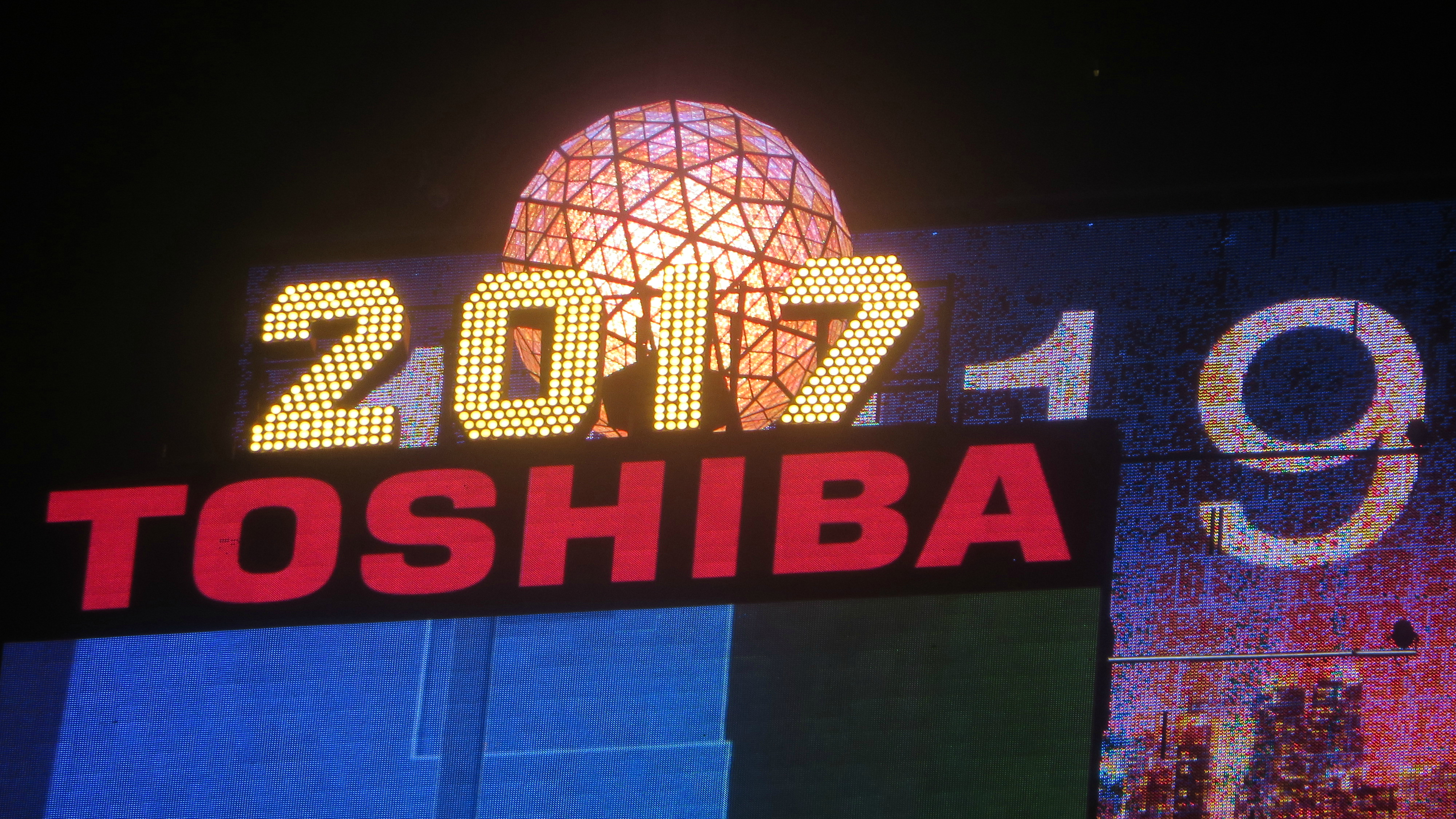
image Dick Clark's New Year's Rockin' Eve

Malgré une concurrence directe, lors de son lancement en 1974, avec la populaire émission de CBS animée par Guy Lombardo, New Year's Rockin' Eve est devenue l'émission du passage du Nouvel An la plus regardée aux États-Unis ; l'édition de 2012 a rassemblé jusqu'à 22,6 millions de téléspectateurs.
Le créateur et présentateur emblématique de l'émission est Dick Clark, qui l'a animé chaque année de 1974 à 2004, puis de façon symbolique de 2006 jusqu'à sa mort en 2012. Son présentateur principal depuis 2006 est Ryan Seacrest.